# Апатија посматрача
Апатија посматрача (или ефекат посматрача) је тенденција сведока несреће, злочина или друге хитне ситуације да не покушавају да помогну жртви. Што више појединаца почиње да само стоји и посматра, мања је вероватноћа да ће било ко помоћи.